# 柴原浦子
柴原 浦子（しばはら うらこ、1897年 - 1955年）は、日本の看護師及び助産師、フェミニスト。日本におけるリプロダクティブ・ヘルス・ライツの先駆者とされる。

## 生涯
広島県御調郡の農家に産まれる。「女に教育はいらない」という父の方針から高等小学校に進学できなかったが、地元の女性教師たちの援助を受けて勉学に励み、父の死後大阪へ。大阪で苦学して看護婦、産婆の資格を取る。皮膚科医の男性と結婚したが数年後に離婚。
30歳の頃、広島県尾道市に転居。尾道の漁村で助産院、託児所、妊婦の集う場としての「尾道倶楽部」を立ち上げる。貧しい女性の出産や家庭の援助、衛生環境の向上、女子教育の必要性などを訴えつつ、自ら実践していく。
1926年、当時の尾道市長の向井団次の妾おしんが、向井との子を妊娠したとき、向井が出産費を出さなかったため自殺した事件が起こる。この時柴原は、市長糾弾運動の先頭に立ち、後に向井は辞職した。
1930年3月、大阪へ。無産婦人同盟、全関西婦人連合会に加わり、プロレタリア運動（無産者運動）に参加しつつ、大阪社会事業連盟婦人部会が中心となって設立した日本産児制限協会に加わる。4月に看護婦の柴原が主任を務める形で阿倍野区旭町で、日本産児制限協会の「優生相談所」を立ち上げた。また「無産者産婆会」にも加わる。柴原は優性相談所の意義を「今日まで多くの母性を陥れた多産地獄の苦しみから、血のにぢむような劇しい生活の闘いから、不安なる性生活の悩みから尊き母性を救い出し、休養と保護と安慰とを与え真実の愛に匙りわれ等の子供たちを合理的に教養してもらうために、この相談所を作ったのです」と語った。相談料も方面委員の紹介があれば無料とし、「生計困難のため母体の栄養が足らず育たぬと思われる方」には避妊方法を教えた。
またこの頃、ソーシャルワーカーの松本員枝や看護婦の保良せきとも出会っている。
柴原は旭町以外でも大阪の各地で、多子貧困に苦しむ女性たちに避妊方法を教えて、時には女性たちの求めに応じて相談だけではなく、内密に中絶手術も行った。当時は中絶、産児制限はもとより避妊すらも法律で禁止されていたため、柴原は1933年、堕胎罪で逮捕、起訴され執行猶予3年の有罪判決を受ける。執行猶予中も女性たちの求めに応じて中絶手術を行った為、1935年に1年半の有罪判決を受けて、和歌山刑務所に収監された。この頃の柴原の活動は「日本のマーガレット・サンガー」とも評される。
柴原が参加した優性相談所及び関係する無産者診療所、無産者産婆会などの運動は当時の国家権力に弾圧されたが、これらの社会運動は、戦後の民主化やリプロダクティブ・ヘルス・ライツの普及につながったと評価する声もある。柴原は戦後、衆議院議員選挙に出馬するも落選。脳出血を患い、闘病生活の末、68歳で死去する。

## 関連人物
- 田万明子（無産婦人同盟大阪支部の支部長。柴原と協力して、無産者産婆会の活動を行った。）
- 井原輿禰子（無産者産婆会の書紀、ソーシャルワーカー。柴原と協力して、無産者産婆会の活動を行った。）
- 笹川みす（日本の助産師。）